# So Sad About Us
Pistes de A Quick One
See My Way A Quick One, While He's Away
So Sad About Us est une chanson de 1966 du groupe britannique The Who, neuvième piste de leur deuxième album A Quick One. Elle est à l'origine écrite pour un groupe des années 1960 du nom de « The Merseybeats ». Selon AllMusic, elle constitue l'une des chansons des Who les plus reprises. Shaun Cassidy, Primal Scream, The Breeders et The Jam font partie des artistes et groupes ayant enregistré une version studio de cette chanson.
Au-delà du nombre de reprises existantes de cette chanson, elle est aussi l'une des chansons des Who les plus fréquemment imitées.